# كيباوا (كيبك)
كيباوا (بالإنجليزية: Kipawa, Quebec)‏ هي بلدية محلية في كيبيك تقع في كندا في بلدية مقاطعة تميسكامينغ الإقليمية ‏.  يقدر عدد سكانها بـ 474 نسمة ومساحتها 47.00 كم2 .